# Waku Waku 7
Waku Waku 7 est un jeu vidéo de combat développé par Sunsoft et édité par SNK en 1996 sur borne d'arcade Neo-Geo MVS et sur console Neo-Geo AES (NGM 225),,.

## Portage
- Saturn (1997)
- PlayStation 2 (1997)
- Console virtuelle (2010)